# 猪苗代湖畔駅
猪苗代湖畔駅（いなわしろこはんえき）は、福島県耶麻郡猪苗代町大字壺楊（つぼよう）字南浜にある、東日本旅客鉄道（JR東日本）磐越西線の駅（臨時駅、休止駅）である。

## 概要
夏季のみ営業する臨時駅であったが、かつては春・秋の休日にも停車したことがあった。猪苗代駅との混同を避けるため、車内放送では「湖畔駅」と呼ばれていた。2007年（平成19年）度以降は営業を行っていない。
1962年（昭和37年）7月20日から1967年（昭和42年）8月21日まで、現・猪苗代湖畔駅より少し踏切よりに志田浜仮乗降場が営業していた。その後、国道49号の渋滞に嫌気がさした湖水浴客が上戸駅や関都駅から徒歩で志田浜湖水浴場に向かうケースが増えたため、1986年（昭和61年）に3両編成が停車可能なホームを設置し、さらに6両編成までの対応に改良されている。
当駅周辺へは、猪苗代駅より磐梯東都バスで約15分の「志田浜」停留所、または関都駅より徒歩約20分でアクセスできる。

## 歴史
- 1986年（昭和61年）7月20日：日本国有鉄道の臨時駅として、旅客の取り扱いを開始[3]。駅員無配置[4]。
- 1987年（昭和62年）4月1日：国鉄分割民営化により、東日本旅客鉄道（JR東日本）の駅となる[3]。
- 2007年（平成19年）：停車する列車がなくなり、営業を休止[2]。

## 駅構造
単式ホーム1面1線を有する地上駅である。駅開業時は乗車券を臨時発売したことがある。駅の管理は会津若松駅が行っている。

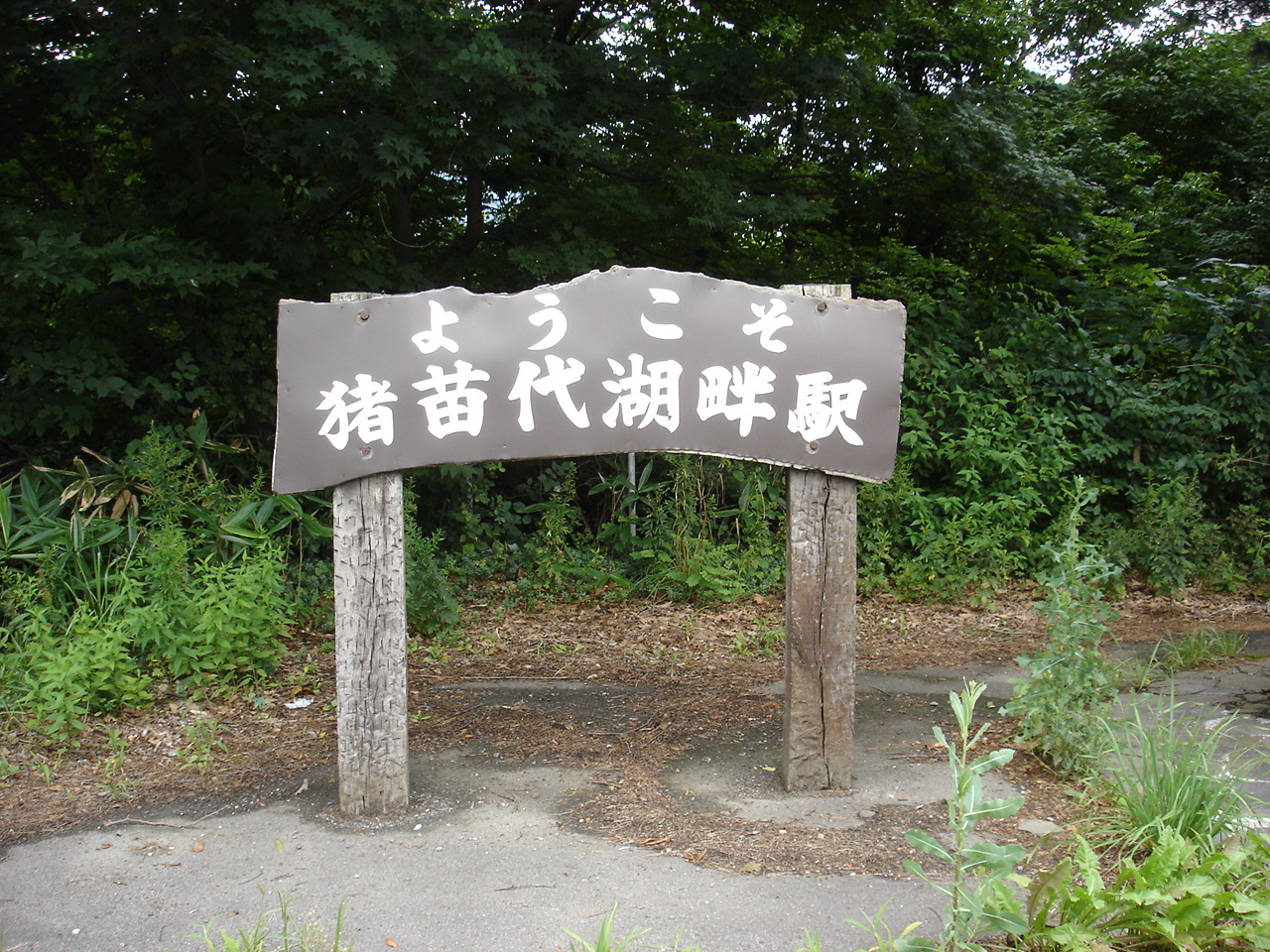
駅入口の看板（2009年8月）
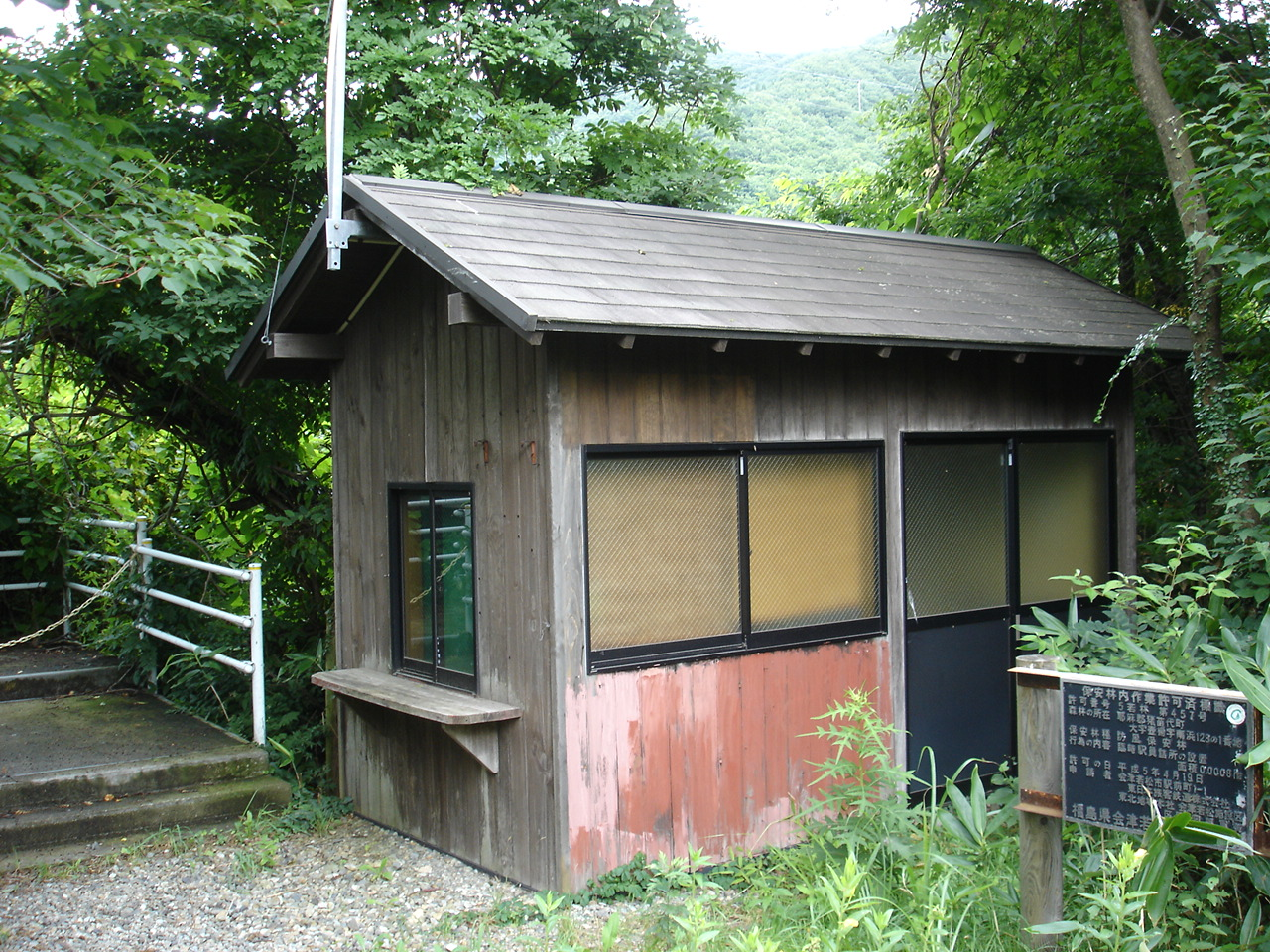
乗車券販売窓口（2009年8月）

## 利用状況
「福島県統計年鑑」によると、2000年度（平成12年度）- 2004年度（平成16年度）の1日平均乗車人員の推移は以下のとおりであった。
| 乗車人員推移       | 乗車人員推移     | 乗車人員推移 |
| 年度               | 1日平均 乗車人員 | 出典         |
| ------------------ | ---------------- | ------------ |
| 2000年（平成12年） | 5                | [ 5 ]        |
| 2001年（平成13年） | 5                | [ 6 ]        |
| 2002年（平成14年） | 3                | [ 7 ]        |
| 2003年（平成15年） | 0                | [ 8 ]        |
| 2004年（平成16年） | 0                | [ 9 ]        |

## 駅周辺
国道49号に面しており、「栄光の女神」像が立っている。猪苗代湖に最も近い駅で、最寄の水泳場は志田浜である。

## その他
電化する以前の旧線は当駅付近から分岐していた。ホームから見て線路の外側に見える草むらが旧線跡である。用水路を越えるビーム橋も残っている。

## 隣の駅
東日本旅客鉄道（JR東日本）
■磐越西線（全列車当駅通過）
上戸駅 - 猪苗代湖畔駅 - 関都駅